# Papilio torquatus
Papilio torquatus is een vlinder uit de familie van de pages (Papilionidae). De wetenschappelijke naam van de soort is voor het eerst geldig gepubliceerd in 1777 door Pieter Cramer.

## Verspreiding en leefgebied
Deze vlindersoort komt voor van Mexico tot Bolivia tot 800 meter boven zeeniveau.

## Waardplanten
De waardplanten behoren tot de wijnruitfamilie (Rutaceae).